# Cameron Sharp
Robert Cameron Sharp (né le 3 juin 1958 dans l'Ayrshire) est un athlète britannique, originaire d'Écosse, spécialiste du sprint.

## Biographie
Il remporte la médaille d'or aux Jeux du Commonwealth à Edmonton en 1978 sur le relais 4 × 100 m, avec notamment Allan Wells. Il participe ensuite aux Jeux olympiques à Moscou (demi-finales du 100 et du 200 m) et finale du 4 × 100 m où le Royaume-Uni termine 4e en battant le record britannique. Vice-champion d'Europe en 1982 sur 200 m, de très peu derrière Olaf Prenzler. Trois médailles de bronze aux Jeux du Commonwealth 1982 à Brisbane.
Ses meilleurs temps sont de 10 s 20 (100 m) et de 20 s 47 (200 m).

### Palmarès
| Date | Compétition           | Lieu      | Résultat | Épreuve   | Performance |
| ---- | --------------------- | --------- | -------- | --------- | ----------- |
| 1978 | Jeux du Commonwealth  | Edmonton  | 1er      | 4 × 100 m | 39 s 24     |
| 1980 | Jeux olympiques       | Moscou    | 4e       | 4 × 100 m | 38 s 62     |
| 1982 | Championnats d'Europe | Athènes   | 4e       | 100 m     | 10 s 28     |
| 1982 | Championnats d'Europe | Athènes   | 2e       | 200 m     | 20 s 47     |
| 1982 | Jeux du Commonwealth  | Brisbane  | 3e       | 100 m     | 10 s 07     |
| 1982 | Jeux du Commonwealth  | Brisbane  | 3e       | 200 m     | 20 s 55     |
| 1982 | Jeux du Commonwealth  | Brisbane  | 3e       | 4 × 100 m | 39 s 33     |
| 1986 | Jeux du Commonwealth  | Édimbourg | 3e       | 4 × 100 m | 40 s 41     |